# Berehî, Mlîniv
Berehî (în ucraineană Береги) este localitatea de reședință a comunei Berehî din raionul Mlîniv, regiunea Rivne, Ucraina.

## Demografie
Componența lingvistică a localității Berehî
     Ucraineană (99,04%)
     Alte limbi (0,84%)
Conform recensământului din 2001, majoritatea populației localității Berehî era vorbitoare de ucraineană (99,04%), existând în minoritate și vorbitori de alte limbi.